# 有線18台
有線18台（i-CABLE Channel 18），是香港有線電視的其中一個博彩頻道。主要提供香港賽馬資訊，包括賽馬晨操片段，賽馬預測、賽後檢討及馬圈人士訪問等，在香港賽馬日（每年九月份至翌年七月份的星期三、星期六或星期日）會直播跑馬地馬場或沙田馬場賽事，賽前會以文字播映最新賽馬賠率。自開台至有線結束收費頻道營運前，在星期一至五香港股市交易時段，亦會提供即時財經資訊節目播映股票價格、最新指數及外匯價位等資料；此外，非賽馬日的星期日及馬季暑假期間會播放由有線新聞部製作的資訊節目。早年18台有一深入民心的口號：「有線18台，陪您發大財」，觀眾數量隨著有線電視訂戶的增加而逐漸上升。其高清版本是hd603。
2018年5月24日早上6時，台號由第18/218頻道改為第618頻道。2023年6月1日起，因應香港有線電視交還收費電視牌照，「有線18台」將轉向多媒體發展，如果想收看可以透過購買88元的「有線18寶」機頂盒及「賽馬GPS」app收看「有線18台」的節目。

## 介紹
18台於1996年賽馬季度首創「L型」平面設計，當馬匹未全部入閘時，及賽事於直路一段的重播後，有線電視會將現場畫面稍為縮小並移至電視畫面的靠右上角，騰出的一些空間（狀如英文字母L）用來播放文字式的即時馬會賽馬賠率，此設計後來被其他電視台於直播賽馬時爭相仿傚使用。
18台的另一優點是播放賽馬的時間，比另一電視台充足，有線電視通常以此（播放賽事一場不漏）作為招徠；另一電視台因為廣播條例所限，未能播足所有賽事，而為馬迷所詬病。惟自數碼電視啟播後，亞洲電視亦仿效18台，提供一專用頻道全程播放賽馬賽事。
在2000年代初期，有線亦設立“寬頻18馬網”收費網站，提供排位，晨操，賠率和貼士新聞等資訊，「有線寬頻」寬頻上網用戶月費為$198。
於2010年10月起，於高清603台（hd603）台先推出高清版《晨操逐格睇》、再於2010年11月28日賽馬日起推出高清版《賽事傳真》及《賽馬結果》節目，務求打造高清603台（hd603）台成為全港獨有的高清足球/賽馬資訊台。2011年1月13日，新增Ch503播放有線18台聲音版本。與本台相類似的頻道包括now寬頻電視的now668及myTV SUPER的myTV SUPER 18台。

## 現任馬評人
- 張　基
- 珊翠絲
- 黃嘉豪
- 匡　公
- 卡洛斯
- 黃子豐
- 蔡俊佳
- 朱鎮輝
- 黃楨淘
- 丘嘉滎
- 黃　瑩
- 洪禮賢
- 洪錦澄
- 伍兆銓
- 兆　文
- 傑　華
- 潘　穎
- 陳芷敏
- 羅芷君

## 前任馬評人
- 洪維德
- 馬　達
- 貝子健
- 丹尼斯
- 王若舜
- 安德魯
- 陳華棟
- 駱穎豪
- 心　悅
- 吳　嵩
- 方駿暉
- 章　名
- 積　奇
- 文　東
- 莎　拉
- 李潔瑩
- 陳思琦
- 黃以文
- 摩連澄
- 黃志康
- 亨　利
- 鄧予晴

## 節目
- 《晨操逐格睇》
- 《排位拆局》
- 《睇片做功課》
- 《賽事Chat一Track》
- 《我要做大戶》
- 《智勝方程式》
- 《賽馬預測》
- 《18烽火台》
- 《海外快拍》
- 《海外預測》
- 《賽事傳真》
- 《賽後噏Day》
- 《18賠率版》
- 《18提款機》
- 《贏馬檔案》
- 《試閘檔案》
- 《人氣馬場》
- 《珊姐有約》
- 《Emily賽馬世界》
- 《早著先機》（香港賽馬會節目）
- 《Racing To Win》（香港賽馬會英語節目）
- 《聽日有馬跑》（香港賽馬會節目）
- 《賽後你點睇》（香港賽馬會節目）
- 《嘻哈馬場》（HOY TV節目）

## 外部連結
- 有線寬頻相關網站 - 有線18寶 （页面存档备份，存于）
- 有線18的Facebook專頁
- 賽馬GPS的Facebook專頁
- 有線寬頻相關網站 - 有線18台節目表 （页面存档备份，存于）
- 有線寬頻相關網站 - 高清603台節目表 （页面存档备份，存于）
- 有線電視服務相關網站 - 有線18 （页面存档备份，存于）